# Arnoldus Bloemers

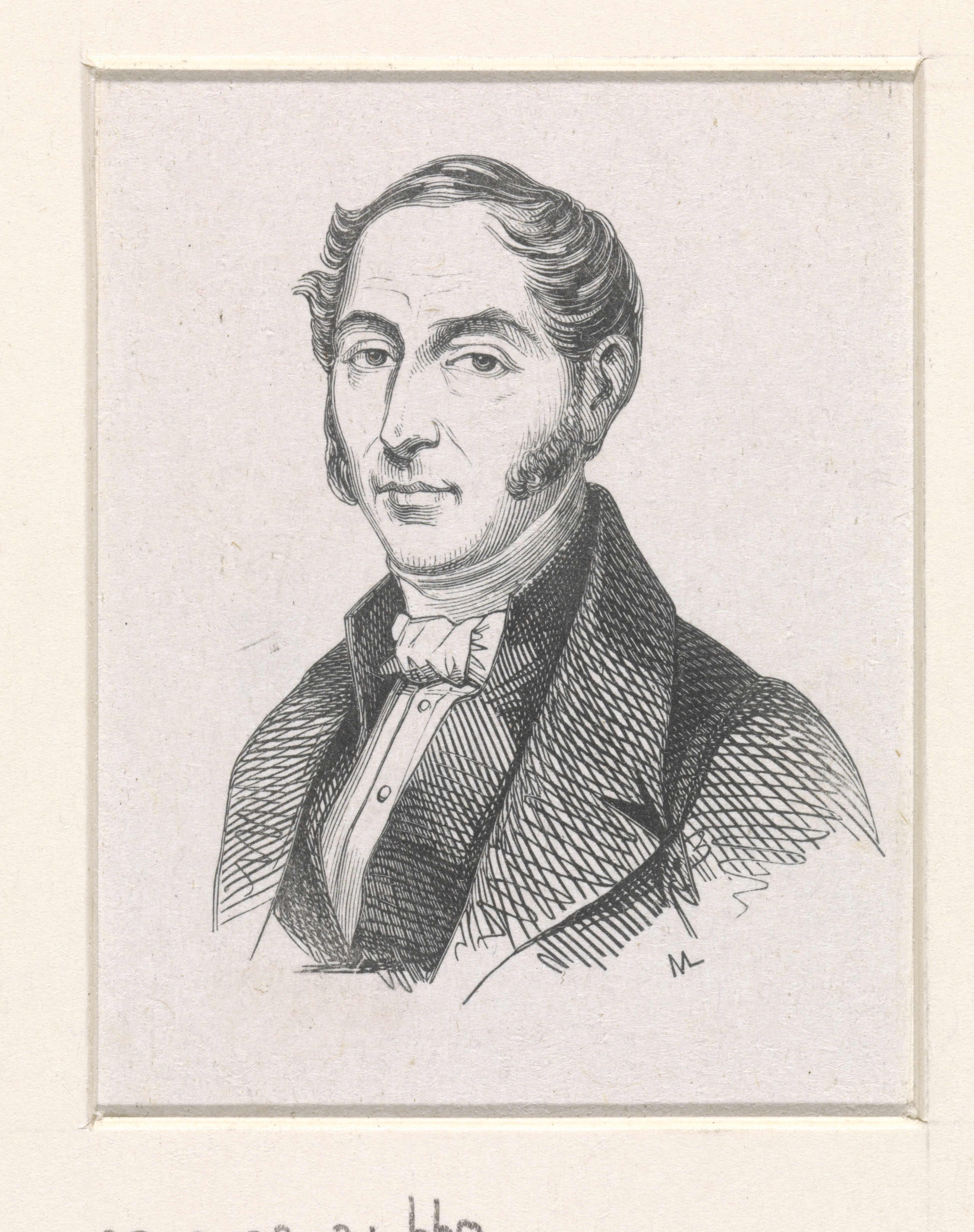
Portret van Arnoldus Bloemers

Arnoldus Bloemers (Amsterdam, 1792 - Den Haag, 1844) was een Nederlands kunstschilder. Hij richtte zich met name op landschappen, bloemen, fruit en dode dieren. 
Zijn instructeur was Antonie Piera, maar hij imiteerde met name de schilders Jan van Huijsum en Jan van Os. De bloemen die Bloemers schilderde kweekte hij voornamelijk zelf. 
Zijn schildertechniek werd ervaren als verfijnd en het geheel werd als natuurgetrouw beoordeeld.

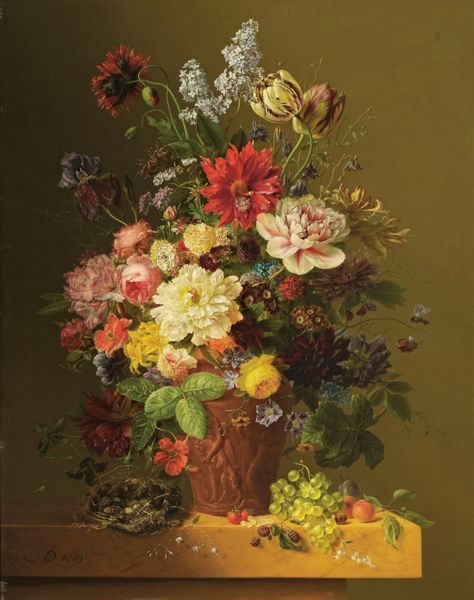
Bloemstilleven, 1839
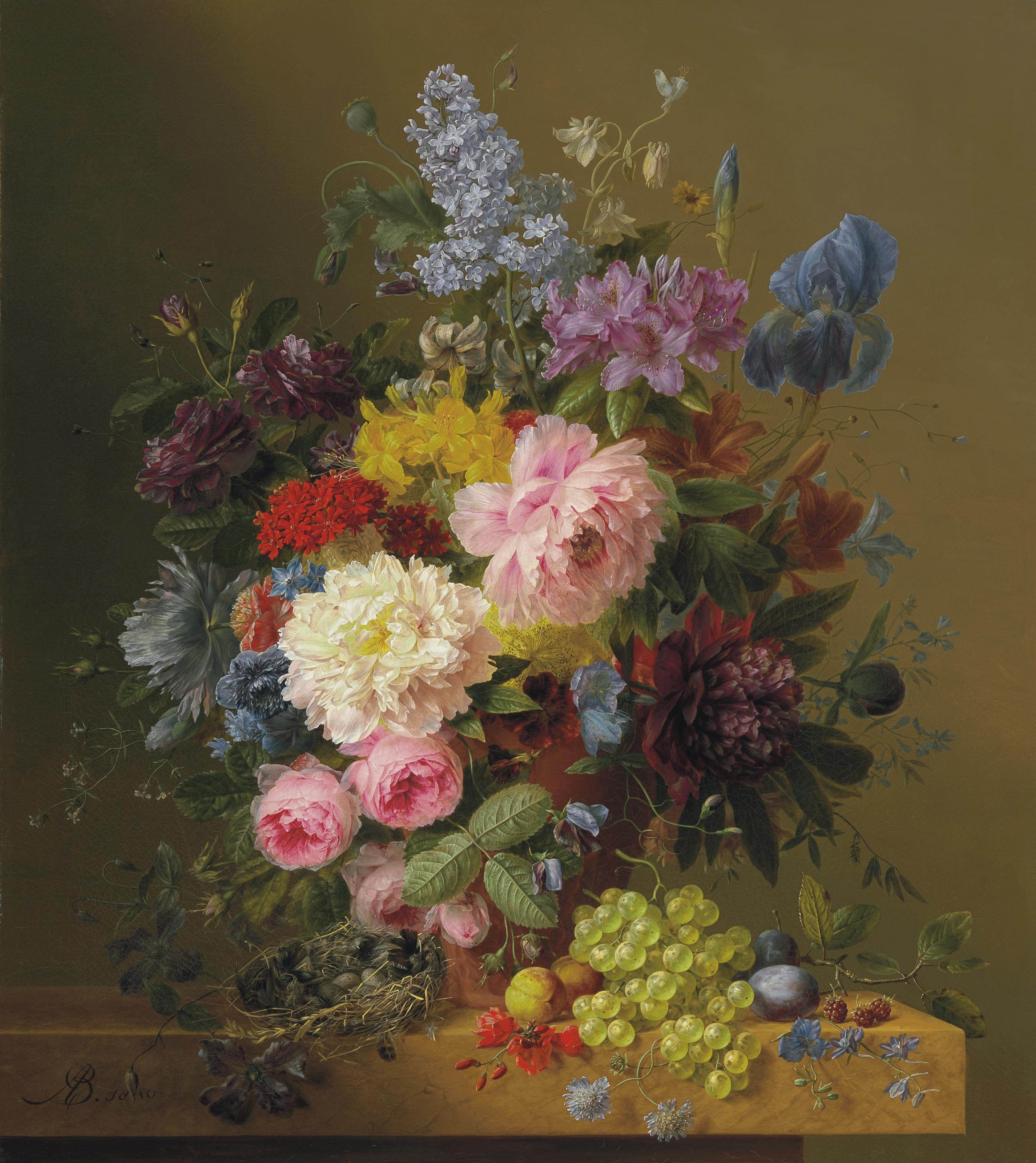
Lilacs Peonies, 1840
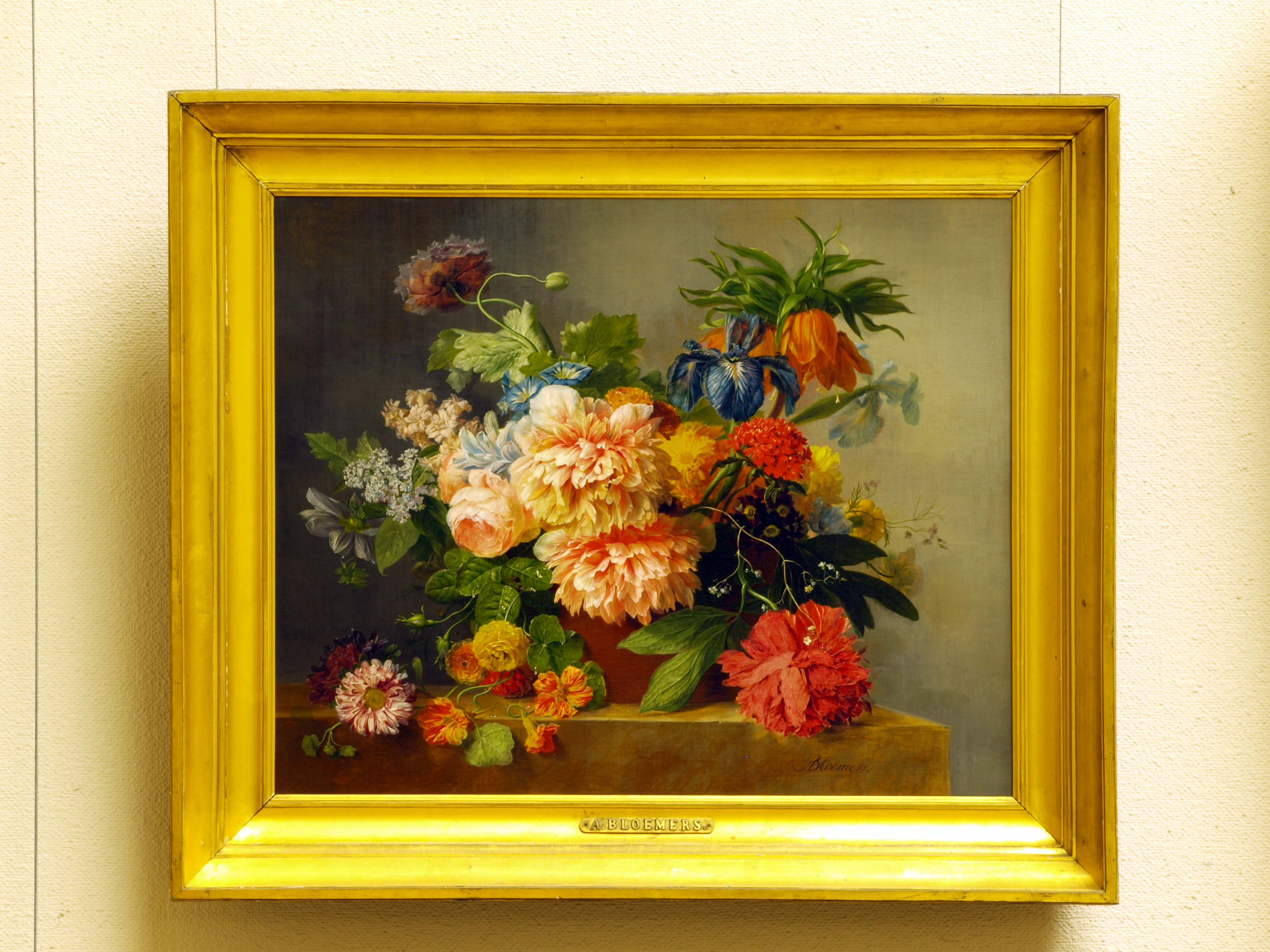
Stilleven van bloemen, 1944

- Biografisch Portaal: 18892926
- Gemeinsame Normdatei: 1226860907
- RKD-Nederlands Instituut voor Kunstgeschiedenis: 9143
- Union List of Artist Names: 500008837
- Virtual International Authority File: 95735096
- WorldCat: E39PBJtxdQryYdqcjwFbr8wt8C